# Gunmen of Abilene
Gunmen of Abilene è un film del 1950 diretto da Fred C. Brannon.
È un western statunitense con Allan Lane, Eddy Waller e Roy Barcroft.

## Produzione
Il film, diretto da Fred C. Brannon su una sceneggiatura di M. Coates Webster, fu prodotto da Gordon Kay per la Republic Pictures e girato nell'Iverson Ranch a Chatsworth, Los Angeles, California, da fine ottobre all'inizio di novembre 1949.

## Distribuzione
Il film fu distribuito negli Stati Uniti dal 6 febbraio 1950 al cinema dalla Republic Pictures.
Altre distribuzioni:
- in Brasile (A Cobiça do Ouro)
- nel Regno Unito nel 1950 dalla British Lion Film Corporation
- in Canada nel 1950 dalla British Lion Film Corporation
- in Australia nel 1950 dalla British Empire Films Australia
- in Nuova Zelanda nel 1950 dalla British Empire Films
- in Belgio nel 1950 dalla Minerva Film
- a Cuba nel 1950 dalla Tropical Films de Cuba
- in Colombia nel 1950 dalla Compania Distribuidora Films
- in Danimarca nel 1950 dalla Gefion Film
- in Finlandia nel 1950 dalla Yksityistcatterien Filmvoukraamo
- in Messico nel 1950 dalla Dada-Dada & Company

## Promozione
La tagline è: Battling for buried gold!.